# 芝浦工业短期大学
芝浦工业短期大学（日语：／ Shibaura Kōgyō Tanki Daigaku *）是过去一所位于日本东京都港区的私立短期大学。前身是芝浦短期大学（日语：／ Shibaura Tanki Daigaku *）。

## 概要

### 简介
- 学校法人芝浦工业大学经营之短期大学了、前学校法人芝浦学园。短期大学为于1950年开办[1]。一旦最后一年招生于1962年、停办于1964年[2][1]。短期大学再为于1966年[3]、但是招生到1975年、停办1983年[4][3]。

### 历史
- 1950年 芝浦工业短期大学成立并同时设置两个学科、以下列举。
  - 机械科第二部
  - 电机科第二部
- 1952年 改校名为芝浦短期大学。交通科成立[1]、并同时分离为两个专攻、以下列举。
  - 营业专攻[注 2]
  - 输送专攻[注 2]
- 1957年 机械科第二部和电机科第二部各自一旦停办。
- 1959年 两个学科再成立、以下列举。
  - 机械科第二部
  - 电机科第二部
- 1962年 一旦最后一年招生、次年停止招生[5]
- 1964年 一旦停办[2][1]
- 1966年 芝浦工业短期大学再成立[3]。并同时设置两个学科、以下列举。
  - 机械科第二部
  - 电机科第二部
- 1975年 最后一年招生、次年停止招生（正式停办于1983年3月31日[4][3]）。

## 学校环境
- 校区：在了东京都港区[注 1]

## 历任校长
- 藤井正一：最后短期大学校长[6]。

## 组织

### 学科

#### 芝浦工业短期大学
- 机械科第二部
- 电机科第二部

#### 芝浦短期大学
| - 机械科第二部 - 电机科第二部 - 交通科第二部 - 营业专攻 - 输送专攻 |

### 专科
| - 没有 |

### 业余课程
| - 没有 |

## 相关链接
- 日本短期大学列表